# Hampus Winberg
Hampus Måns Winberg (folkbokförd som Vinberg), född 22 juni 2006, är en svensk skateboardåkare.

## Biografi
Winberg antogs som 14-åring till SOK:s talangprogram. Winberg tog silver vid SM i skateboard 2022 och guld vid SM 2023. Han är uttagen i den svenska truppen till olympiska sommarspelen 2024 i Paris där han tävlar i disciplinen park.